# Janka Pilchówna
Janka Pilchówna (ur. 6 czerwca 1921 roku w Wiśle, zm. 11 września 2009 roku w Kurytybie) – polska literatka i poetka w okresie międzywojennym pisząca w języku polskim do wydawnictw na Śląsku Cieszyńskim a po drugiej wojnie światowej w języku portugalskim do wydawnictw brazylijskich. Córka Agnieszki Pilchowej (Agni P.), polskiej jasnowidzącej, bioenergoterapeutki i zielarki oraz przyrodnia siostra Stanisława Kurletto, polskiego malarza na stałe mieszkającego w Brazylii.

## Życiorys
Urodziła się jako Janina Wysocka (panieńskie nazwisko matki) a po ślubie Agni P. z ojcem Janki, Janem Pilchem (ok. 1921) otrzymała nazwisko Pilch, które stało się także jej nazwiskiem literackim. Uczęszczała do średniej szkoły muzycznej w Cieszynie i jako nastolatka zajmowała się pomocą przy technicznej stronie redagowania czasopism oraz książek wydawnictwa „Hejnał”, sporządzając również do nich ilustracje oraz pisząc wiersze i opowiadania. Ilustracje do Hejnału sporządzał także Stach Kurletto. Twórczość Janki Pilchówny z tamtego okresu można także odnaleźć w „Głosie Młodzieży Ewangelickiej”, miesięczniku redagowanym przez ks. Andrzeja Wantułę w latach 1933–1936 w Wiśle i w innych, ewangelickich wydawnictwach.
Willa „Sfinks” w Wiśle, w której mieszkała z rodziną była domem otwartym, mieściła się w nim bowiem nie tylko redakcja Miesięcznika Wiedzy Duchowej „Hejnał”, ale dom ten był także miejscem, do którego masowo pielgrzymowali potrzebujący pomocy jej matki, jasnowidzącej i uzdrowicielki Agni P.
W listopadzie 1943 roku Janka Pilchówna na skutek swojej działalności przeciwko niemieckiemu okupantowi na terenie Śląska Cieszyńskiego została aresztowana przez Gestapo, przewieziona na przesłuchania do Cieszyna i do obozu śledczego w Mysłowicach, a następnie do obozu koncentracyjnego w Ravensbrück, w którym spotkała się z matką, Agni P. 
W wierszu pt. „Requiem” pisała:

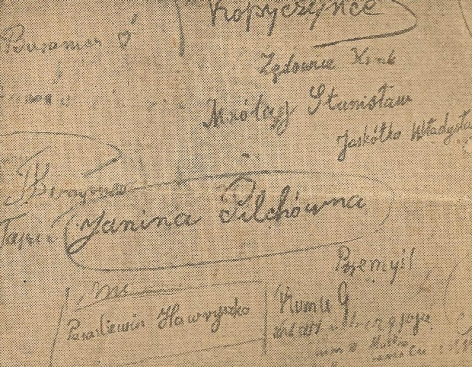
Ścienna ewidencja na murach kąpieliska przy ul. Nadwiślańskiej 4 w Krakowie, przez które przeszło około miliona osób różnej narodowości zsyłanych w latach okupacji niemieckiej (1939–1945) do Niemiec."Dziennik Polski” 16.X.1947

Wyblakły miałaś pasiak i wypłowiałe oczy

(śmiertelnie uśmiechnięte).

Przez niezrozumień pochyłość

Głaz bólu się przetoczył. 

Ból nam też śpiewał Requiem, pierwszą melodię bratnią,

A z dysonansu cierpienia kolczasty drut wyłkał miłość….

Teraz strunami, ech

Biję w serce, jak w bliznę by odczuć Cię na nowo.

O, Matko te Twoje oczy.

Wyzwolenia doczekała w obozie pracy w Dreźnie (Dresden Universelle Maschinenfabrik, podobóz obozu koncentracyjnego we Flossenbürgu). Po zakończeniu działań wojennych i powrocie do Polski Janka Pilchówna pracowała jako dziennikarka w Katowicach. 26 września 1948 roku zawarła związek małżeński per procura z przyjacielem ojca, Józefem Ćwikłą, agronomem mieszkającym w Brazylii i na stałe wyjechała do tego kraju, gdzie przebywała aż do śmierci ani razu nie odwiedzając Polski i Wisły, za którą bardzo tęskniła, co znalazło odzwierciedlenie w jej twórczości. Na stałe zamieszkała z mężem i rodziną w Kurytybie.
Dorobek literacki Janiny Pilch-Ćwikły w Brazylii dotyczył początkowo publikacji na łamach wydawanych w Kurytybie przez polonię brazylijską „Przeglądu Polskiego” i „Skarpy”:

Blisko  z redakcją współpracowały również Mira Sławińska  i Janina Pilch-Ćwikła. Najczęściej  podejmowaną   tematyką w ich  twórczości  stanowiły lata okupacji  i  nieludzkiego   traktowania więźniów w obozach koncentracyjnych,  z wyrodnym  piętnem osobistych przeżyć. Obie literatki, obok Sebastiana Ahrensa i Zbigniewa Stachowicza z Rio Claro, należały do najczęściej prezentujących swoje opowiadania i wiersze na łamach omawianych czasopism.

a później również w innych wydawnictwach brazylijskich. Potrzebne źródła
W 1984 roku zmarł mąż Janki Pilchówny a w 1991 roku w następstwie nieszczęśliwego wypadku jej syn, Roman. W ostatnich latach życia u Janki Pilchówny zdiagnozowano chorobę Parkinsona. Zmarła w Kurytybie i została pochowana na cmentarzu w San Jose Dos Pinhais.

## Wybrane publikacje

### Opowiadania
- Pierrot (Bajka o szczęściu) – „Hejnał” 1938
- Baśń o miłości – „Hejnał” 1939
- Dar – Kalendarz Ewangelicki na rok zwyczajny 1949
- Córki ognia (port. As Filhas do Fogo) „Planeta” styczeń 1980

### Wiersze
- Przez pryzmat łez – „Hejnał” 1936
- Z wiosennych śnień – „Hejnał” 1936
- Pieśń księżycowa – „Hejnał” 1937
- O zmierzchu – „Hejnał” 1938
- Winogrona – „Hejnał” 1939
- Kto jesteś rycerzu – „Hejnał” 1939
- Prośba – Głos Młodzieży Ewangelickiej 1939
- Nocturn nocy srebrzystej – Głos Młodzieży Ewangelickiej 1939